# 龙头乡 (河池市)
龙头乡，是中华人民共和国广西壮族自治区河池市宜州区下辖的一个乡镇级行政单位。

## 行政区划
龙头乡下辖以下地区：
龙头社区、拉浪社区、建立村、七峒村、龙盘村、龙田村、龙德村、高明村、德惠村、董里村、加丰村、高峰村、虾洞村和高寿村。